# Exopholis birmanica
Exopholis birmanica är en skalbaggsart som beskrevs av Victor Ivanovitsch Motschulsky 1859. Exopholis birmanica ingår i släktet Exopholis och familjen Melolonthidae. Inga underarter finns listade i Catalogue of Life.